# Кубок Португалії з футболу 2010—2011
Кубок Португалії з футболу 2010–2011 — 71-й розіграш кубкового футбольного турніру в Португалії. Титул втретє поспіль здобув Порту.

## Календар
| Раунд        | Дата матчів                       | Матчі | Клуби     |
| ------------ | --------------------------------- | ----- | --------- |
| Перший раунд | 4-5 вересня 2010                  | 60    | 172 → 112 |
| Другий раунд | 18-19 вересня 2010                | 48    | 112 → 64  |
| 1/32 фіналу  | 10 жовтня - 23 грудня 2010        | 32    | 64 → 32   |
| 1/16 фіналу  | 21 листопада 2010 - 5 січня 2011  | 16    | 32 → 16   |
| 1/8 фіналу   | 11 листопада 2010 - 12 січня 2011 | 8     | 16 → 8    |
| 1/4 фіналу   | 12-28 січня 2011                  | 4     | 8 → 4     |
| 1/2 фіналу   | 2 лютого - 20 квітня 2011         | 4     | 4 → 2     |
| Фінал        | 22 травня 2011                    | 1     | 2 → 1     |

## 1/32 фіналу
| Команда 1              | Рахунок      | Команда 2                  |
| ---------------------- | ------------ | -------------------------- |
| 10 жовтня 2010         |              |                            |
| 1 Грудня (4)           | 1:2          | Брага                      |
| 16 жовтня 2010         |              |                            |
| Жил Вісенте (2)        | 1:1 пен. 2:4 | Віторія (Сетубал)          |
| Уніау Лейрія           | 1:2 дч       | Уніау Мадейра (3)          |
| Ештуріл-Прая (2)       | 1:2          | Спортінг (Лісабон)         |
| Ріу Аве                | 4:1          | Ештрела (Вендаш-Новаш) (4) |
| Порту                  | 4:1          | Ліміануш (4)               |
| Бенфіка                | 5:1          | Ароука (2)                 |
| 17 жовтня 2010         |              |                            |
| Турізенсе (3)          | 2:1 дч       | Аліадош Лордело (3)        |
| Атлетіку (Лісабон) (3) | 3:1          | Маседу-ді-Кавалейруш (3)   |
| Санта-Марія (4)        | 1:0          | Пеналва до Кастело (4)     |
| Операріу (3)           | 0:2          | Морейренсе (2)             |
| Сертаненсе (3)         | 0:0 пен. 1:4 | Ольяненсе                  |
| Спортінг (Ешпінью) (3) | 4:1          | Понтассоленсе (3)          |
| Тірзенсе (3)           | 5:1          | Сампедренсе (4)            |
| Бомбарраленсе (4)      | 2:1          | Лулетано (3)               |
| Лагоа (3)              | 0:0 пен. 4:5 | Торренсе (3)               |
| Каррегаду (3)          | 0:0 пен. 3:2 | Фатіма (2)                 |
| Мереліненсе (3)        | 2:1          | Фаренсе (3)                |
| Рібейрао (3)           | 2:0          | Белененсеш (2)             |
| Піньялновенсе (3)      | 3:0          | Фафі (3)                   |
| Мірандела (4)          | 1:1 пен. 2:4 | Бейра-Мар                  |
| Сезаренсе (3)          | 1:2 дч       | Академіка                  |
| Портімоненсі           | 2:0          | Сінфаеш (4)                |
| Пасуш ді Феррейра      | 3:1          | Сан-Жоау де Фер (4)        |
| Навал                  | 0:2          | Марітіму                   |
| Анадія (3)             | 1:2          | Фейренсе (2)               |
| Мондіненсе (4)         | 2:1 дч       | Коїмбруш (3)               |
| Жувентуде де Евора (3) | 1:0          | Санта-Клара (2)            |
| Лейшойш (2)            | 3:2          | Мафра (3)                  |
| Насьйонал              | 4:2          | Падроенсе (3)              |
| Віторія (Гімарайнш)    | 4:0          | Атлетіко (Малвейра) (4)    |
| 23 грудня 2010         |              |                            |
| Варзін (2)             | 0:0 пен. 4:2 | Гондомар (3)               |

## 1/16 фіналу
| Команда 1              | Рахунок      | Команда 2           |
| ---------------------- | ------------ | ------------------- |
| 21 листопада 2010      |              |                     |
| Мереліненсе (3)        | 2:0          | Каррегаду (3)       |
| Атлетіку (Лісабон) (3) | 2:2 пен. 6:5 | Турізенсе (3)       |
| Піньялновенсе (3)      | 2:0          | Тірзенсе (3)        |
| Мондіненсе (4)         | 1:2 дч       | Торренсе (3)        |
| Спортінг (Ешпінью) (3) | 1:2          | Лейшойш (2)         |
| Жувентуде де Евора (3) | 3:0          | Санта-Марія (4)     |
| Портімоненсі           | 1:2          | Віторія (Гімарайнш) |
| Ольяненсе              | 1:0          | Насьйонал           |
| Бейра-Мар              | 0:2          | Академіка           |
| Бомбарраленсе (4)      | -:+          | Уніау Мадейра (3)   |
| Ріу Аве                | 3:0          | Фейренсе (2)        |
| Марітіму               | 1:2          | Віторія (Сетубал)   |
| Морейренсе (2)         | 0:1          | Порту               |
| Спортінг (Лісабон)     | 1:0          | Пасуш ді Феррейра   |
| 12 грудня 2010         |              |                     |
| Бенфіка                | 2:0          | Брага               |
| 5 січня 2011           |              |                     |
| Варзін (2)             | 4:3 дч       | Рібейрао (3)        |

## 1/8 фіналу
| Команда 1           | Рахунок      | Команда 2              |
| ------------------- | ------------ | ---------------------- |
| 11 грудня 2010      |              |                        |
| Порту               | 4:0          | Жувентуде де Евора (3) |
| Віторія (Сетубал)   | 2:1          | Спортінг (Лісабон)     |
| 12 грудня 2010      |              |                        |
| Ріу Аве             | 4:1          | Атлетіку (Лісабон) (3) |
| Лейшойш (2)         | 1:1 пен. 4:5 | Піньялновенсе (3)      |
| Віторія (Гімарайнш) | 2:0          | Торренсе (3)           |
| 12 січня 2011       |              |                        |
| Академіка           | 3:1          | Уніау Мадейра (3)      |
| Бенфіка             | 5:0          | Ольяненсе              |
| Варзін (2)          | 1:2          | Мереліненсе (3)        |

## 1/4 фіналу
| Команда 1       | Рахунок | Команда 2           |
| --------------- | ------- | ------------------- |
| 12 січня 2011   |         |                     |
| Порту           | 2:0     | Піньялновенсе (3)   |
| 26 січня 2011   |         |                     |
| Ріу Аве         | 0:2     | Бенфіка             |
| 27 січня 2011   |         |                     |
| Мереліненсе (3) | 0:2     | Віторія (Гімарайнш) |
| 28 січня 2011   |         |                     |
| Академіка       | 3:2     | Віторія (Сетубал)   |

## 1/2 фіналу
| Команда 1                | Заг.    | Команда 2 | 1-й матч | 2-й матч |
| ------------------------ | ------- | --------- | -------- | -------- |
| 2 лютого/20 квітня 2011  |         |           |          |          |
| Порту                    | 3:3 (ч) | Бенфіка   | 0:2      | 3:1      |
| 3 лютого/27 березня 2011 |         |           |          |          |
| Віторія (Гімарайнш)      | 1:0     | Академіка | 1:0      | 0:0      |

## Фінал
| 22 травня 2011 19:00 (EEST) |

| Віторія (Гімарайнш)       | 2:6      | Порту                                                     |
| ------------------------- | -------- | --------------------------------------------------------- |
| Перейра 21' (аг) Едгар 5' | Протокол | Х.Родрігес 3', 45+2', 74' Варела 22' Роланду 36' Галк 42' |

| Національний стадіон (Жамор), Оейраш Глядачів: 35 000 Арбітр: Жоау Феррейра |